# パリス・ラティス
パリス・ラティス（Paris Latsis, 1979年8月8日 - ）は、ギリシャの海運業の後継者。
ヤニス・ラティスの孫で、ヤニスの娘であるマリアナ・ラティスと水上スキーインストラクターでヴォウリアグメニ市長のグレゴリー・カシドコスタスの息子。ラティス家は2007年度世界長者番付で55位になるほどの大資産家。フォーブスはラティス家の資産を110億ドルとしている。

## 人物

### 恋愛
アメリカの女優、タラ・リードとも噂にのぼる。パリス・ヒルトンとは婚約にまで至ったが後に解消している。婚約を取り消した理由をヒルトンは「愛し合っているが、今は結婚のタイミングではない」と述べたが、一部の報道ではラティスの家族の反対があったと報じられた。
今は、女優のニッキー・リードと交際している。
| スタブアイコン | サブスタブ | この項目は、まだ閲覧者の調べものの参照としては役立たない、人物に関連した書きかけの項目です。この項目を加筆・訂正などしてくださる協力者を求めています（P:人物伝/PJ:人物伝）。 |